# Liz Adams
Elizabeth „Liz” Adams a Dallas című sorozat egyik szereplője. Barbara Stock alakította 1990-től 1991-ig. A 13. évad végén szerepelt először az A Southfork-i esküvők átka című epizódban, és a sorozat végéig maradt.

## Történet
Liz 1990-ben érkezett Dallasba, mint Bobby Ewing régi barátja, és Cliff Barnesnak rögtön megtetszett. Liz a nemrég elhunyt testvére vállalata miatt kérte Bobby segítségét, mivel el akarta adni a társaságot. Cliff megpróbálta meggyőzni őt, hogy maradjon a Dallasban, de aztán Liz találkozott Carter McKayjel, a WestStar főnökével. Liz és Carter azonnal felismerték egymást, és Liz elmondta Cliffnek, hogy Cartert akkor ismerte meg, amikor még New Yorkban élt, de akkor a neve nem Carter McKay volt. Később McKay és Liz kölcsönösen megállapodtak abban, hogy többet nem foglalkoznak a múlttal, és tovább élik életüket Dallasban.

## Apróságok
Barbara Stock korábban megjelent már a Dallasban 2 epizód erejéig az 5. évadban mint Heather Wilson.

## Fordítás
- Ez a szócikk részben vagy egészben  a   Liz Adams című angol Wikipédia-szócikk fordításán alapul.  Az eredeti cikk szerkesztőit annak laptörténete sorolja fel. Ez a jelzés csupán a megfogalmazás eredetét és a szerzői jogokat jelzi, nem szolgál a cikkben szereplő információk forrásmegjelöléseként.